# Heberdenia
Heberdenia là một chi thực vật thuộc phân họ Myrsinoideae của họ Anh thảo (Primulaceae). Chi này có các loài sau (tuy nhiên danh sách này có thể chưa đủ):
- Heberdenia excelsa (Ait.) Banks[1]